# سیارک ۵۱۳۷
سیارک ۵۱۳۷ (به انگلیسی: 5137 Frevert، نامگذاری:1990VC) پنج هزار و صد و سی و هفتمین سیارک کشف شده‌است که در ۸ نوامبر ۱۹۹۰ کشف شد.
قدر مطلق سیارک برابر ۱۳٫۵۰ است.